# Rhagodes ahwazensis
Espèce
Rhagodes ahwazensis est une espèce de solifuges de la famille des Rhagodidae.

## Distribution
Cette espèce est endémique du Khouzistan en Iran,.

## Description
Les mâles mesurent de 35,34 à 50,12 mm et la femelle 57,34 mm.

## Étymologie
Son nom d'espèce, composé de ahwaz et du suffixe latin -ensis, « qui vit dans, qui habite », lui a été donné en référence au lieu de sa découverte, Ahvaz.

## Publication originale
- Kraus, 1959 :  Solifugen aus dem Iran (Arach.). Senckenbergiana Biologica, vol. 40, p. 93-98.